# Oposszumformák

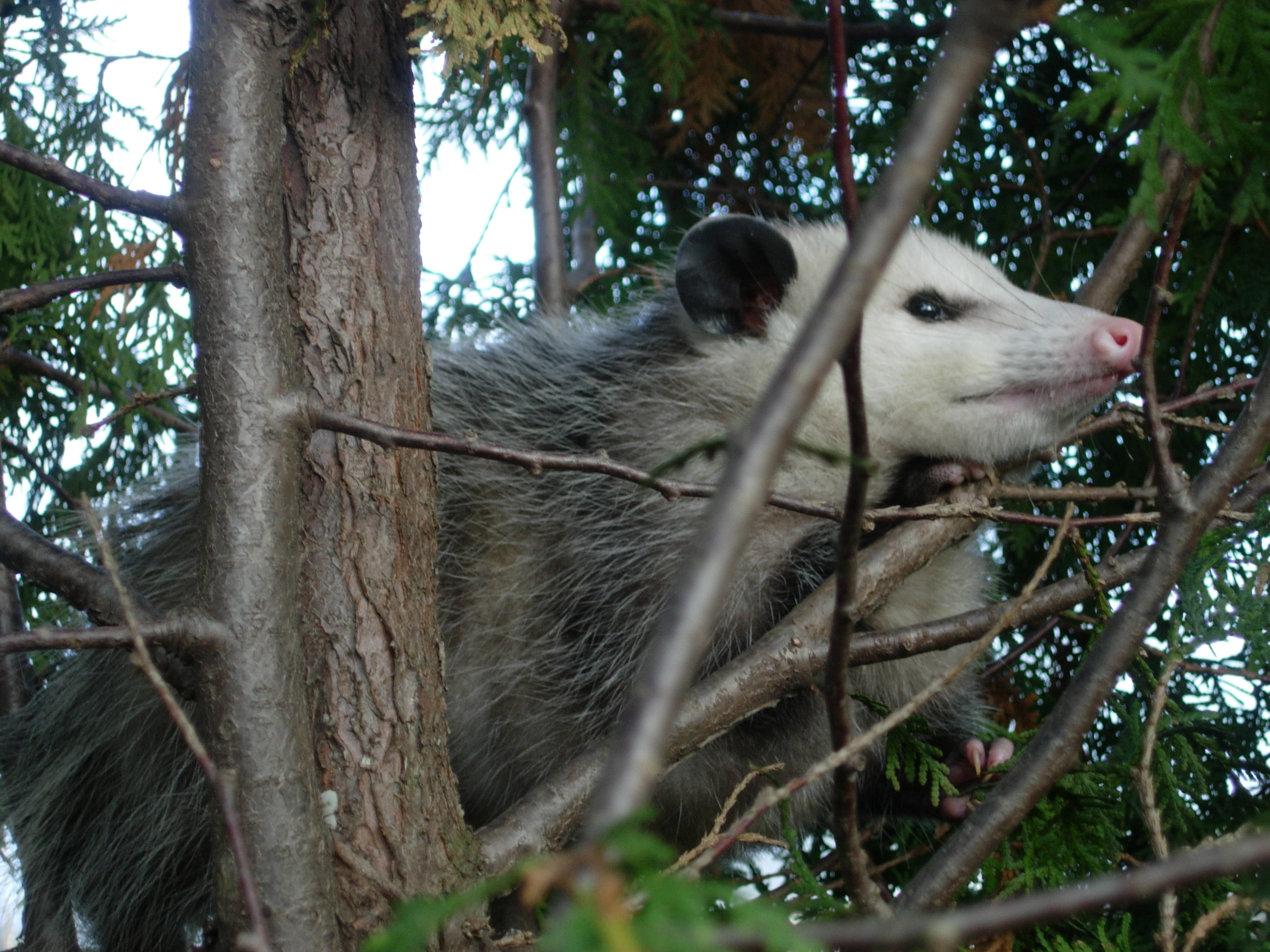
Északi oposszum (Didelphis virginiana)

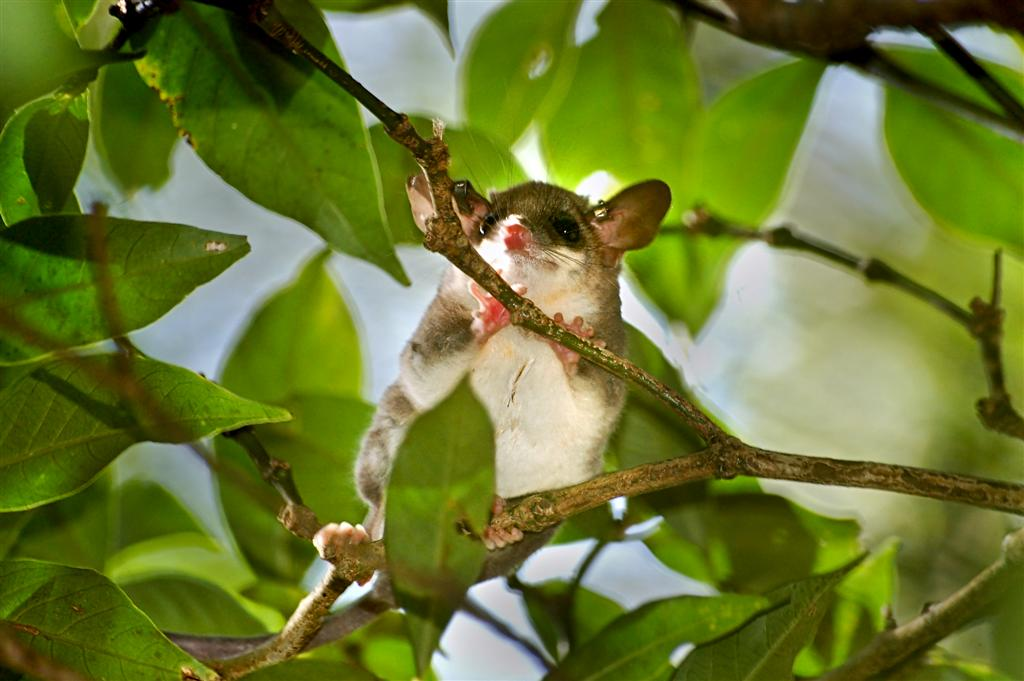
szürke karcsúoposszum (Marmosops incanus)

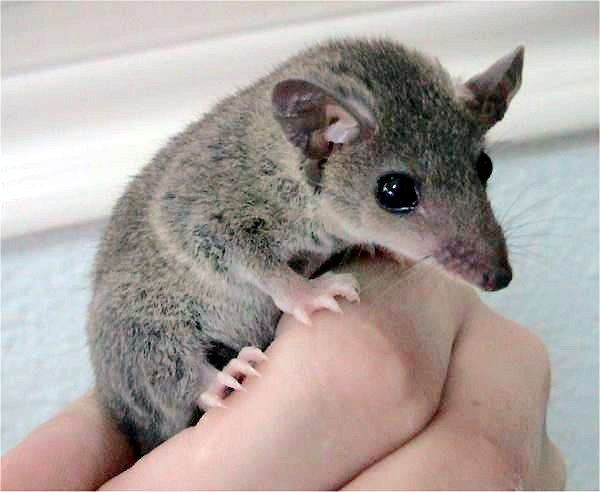
Monodelphis domestica

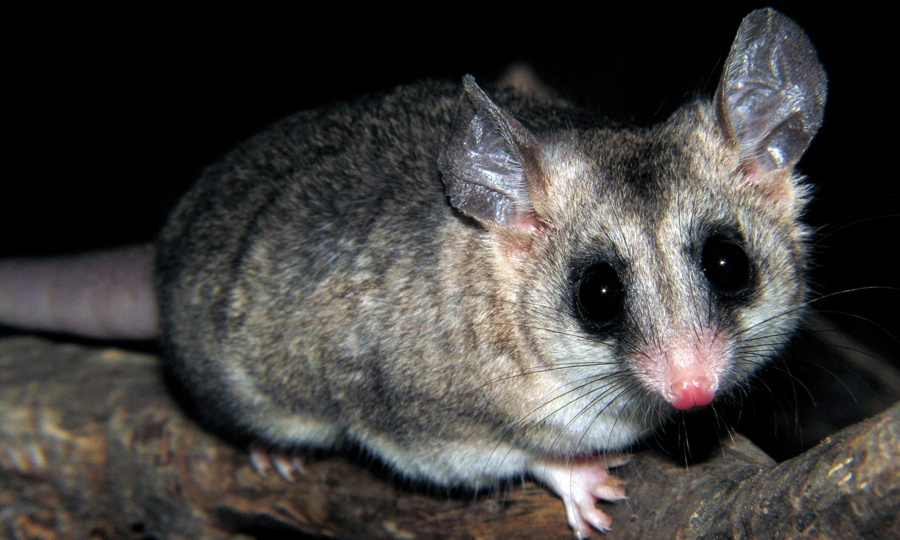
Thylamys elegans

Az oposszumformák (Didelphinae) az emlősök (Mammalia) osztályába, azon belül az erszényesek (Marsupialia) alosztályágába és az  oposszumalakúak (Didelphimorphia) rendjébe és a oposszumfélék (Didelphidae)  családjába tartozó alcsalád.

## Rendszerezés
Az alcsaládba az alábbi nemeket és fajokat sorolják:
- Chacodelphys – 1 faj
  - Chacodelphys formosa

- Chironectes – 1 faj
  - vízioposszum (Chironectes minimus)

- Cryptonanus – 5 faj
  - Cryptonanus agricolai
  - Cryptonanus chacoensis
  - Cryptonanus guahybae
  - vöröshasú apróoposszum (Cryptonanus ignitus)
  - Cryptonanus unduaviensis

- Didelphis – 6 faj
  - fehérhasú oposszum (Didelphis albiventris)
  - aranyhátú oposszum (Didelphis aurita)
  - guyanai oposszum (Didelphis imperfecta)
  - fiahordó oposszum (Didelphis marsupialis)
  - feketelábú oposszum (Didelphis pernigra)
  - északi oposszum (Didelphis virginiana)

- Gracilinanus – 6 faj
  - Gracilinanus aceramarcae
  - Gracilinanus agilis
  - Gracilinanus dryas
  - Gracilinanus emilae
  - északi apróoposszum (Gracilinanus marica)
  - brazil apróoposszum (Gracilinanus microtarsus)

- Hyladelphys  – 1 faj
  - Kalinowski-apróoposszum (Hyladelphys kalinowskii)

- Lestodelphys  – 1 faj
  - patagóniai oposszum (Lestodelphys halli)

- Lutreolina  – 1 faj
  - vidraoposszum (Lutreolina crassicaudata)

- Marmosa  – 9 faj
  - Anderson-egéroposszum (Marmosa andersoni)
  - törpe egéroposszum (Marmosa lepida)
  - mexikói egéroposszum (Marmosa mexicana)
  - közönséges egéroposszum (Marmosa murina)
  - barnahátú egéroposszum (Marmosa quichua)
  - Robinson-egéroposszum (Marmosa robinsoni)
  - vörös egéroposszum (Marmosa rubra)
  - álarcos egéroposszum (Marmosa tyleriana)
  - szürke egéroposszum (Marmosa xerophila)

- Marmosops  – 15 faj
  - Marmosops bishopi
  - Marmosops cracens
  - Marmosops creightoni
  - Marmosops dorothea
  - Marmosops fuscatus
  - Marmosops handleyi
  - Marmosops impavidus
  - szürke karcsúoposszum (Marmosops incanus)
  - panamai karcsúoposszum (Marmosops invictus)
  - Marmosops juninensis
  - Marmosops neblina
  - fehérhasú karcsúoposszum (Marmosops noctivagus)
  - Marmosops parvidens
  - brazil karcsúoposszum (Marmosops paulensis)
  - Marmosops pinheiroi

- Metachirus  – 1 faj
  - szemesoposszum (Metachirus myosuros)

- Micoureus  – 6 faj
  - Micoureus alstoni
  - Micoureus constantiae
  - Micoureus demerarae
  - Micoureus paraguayanus
  - Micoureus phaeus
  - Micoureus regina

- Monodelphis  – 20 faj
  - Monodelphis adusta
  - Monodelphis americana
  - Monodelphis brevicaudata
  - Monodelphis dimidiata
  - Monodelphis domestica
  - Monodelphis emiliae
  - Monodelphis glirina
  - Monodelphis iheringi
  - Monodelphis kunsi
  - Monodelphis maraxina
  - Monodelphis osgoodi
  - Monodelphis palliolata
  - Monodelphis reigi
  - Monodelphis ronaldi
  - Monodelphis rubida
  - Monodelphis scalops
  - Monodelphis sorex
  - Monodelphis theresa
  - Monodelphis umbristriata
  - Monodelphis unistriata

- Philander  – 7 faj
  - Philander andersoni
  - Philander deltae
  - Philander frenatus
  - Philander mcilhennyi
  - Philander mondolfii
  - Philander olrogi
  - duzzadtfarkú oposszum (Philander opossum)

- Thylamys   – 10 faj
  - Thylamys cinderella
  - Thylamys elegans
  - Thylamys karimii
  - Thylamys macrurus
  - fehérhasú zsírfarkú oposszum (Thylamys pallidior)
  - közönséges zsírfarkú oposszum (Thylamys pusillus)
  - argentin zsírfarkú oposszum (Thylamys sponsorius)
  - Thylamys tatei
  - törpe zsírfarkú oposszum (Thylamys velutinus)
  - Thylamys venustus

- Tlacuatzin  – 1 faj
  - Tlacuatzin canescens